# 胀管玉叶金花
胀管玉叶金花（学名：Mussaenda inflata）为茜草科玉叶金花属下的一个种。